# Jean-Charles Perrinet d'Orval
Jean-Charles Perrinet d’Orval, né à Sancerre le 27 avril 1707 et mort à Paris le 5 mai 1782, est un pyrotechnicien français.

## Biographie
D'une famille de financiers, Perrinet devient capitoul de Toulouse. Il a laissé quelques ouvrages sur la pyrotechnie, dont il fit une étude particulière, ouvrages dans lesquels Diderot et d'Alembert ont puisé des renseignements pour les articles de l’Encyclopédie qui traitaient de cette partie. Ces ouvrages sont : Essai sur les feux d’artifice, Paris, 1745, in-8°, fig., Traité des feux d’artifice pour le spectacle et pour la guerre, Berne, 1750, in-8°, fig. et Manuel de l’artificier, Neuchâtel, 1755, in-8°, fig.
Il avait épousé Anne Renoüard de Bussière, tante d'Athanase Paul Renouard de Bussierre. Par l’arrêt du 12 juin 1743, Perrinet d’Orval, receveur du grenier à sel de Sancerre, et Étienne Renouard, seigneur de Bussière, maître des eaux et forêts du comté de Sancerre, sont en contentieux avec Jean et Étienne Ravot, marchands à Orléans, au sujet de la liquidation de successions (1743-1745). 

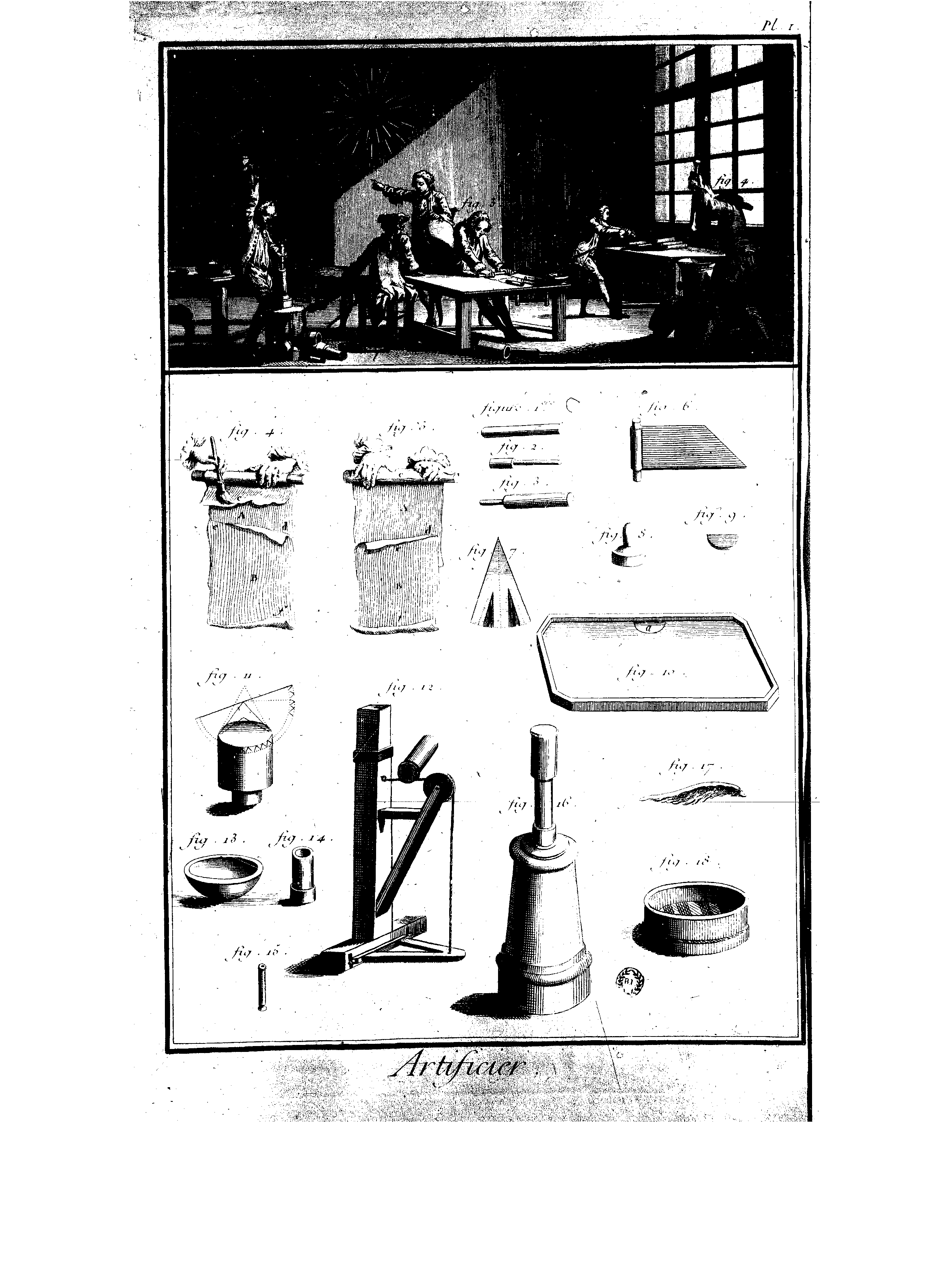
Planche Artificier de l’Encyclopédie, t. 1., p. 325.
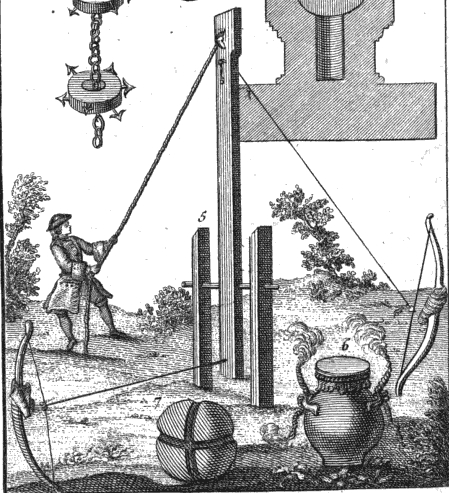
Traité sur les feux d'artifice pour le spectacle et pour la guerre by Jean-Charles Perrinet d'Orval, 1745.